# Graffiti (Palm OS)

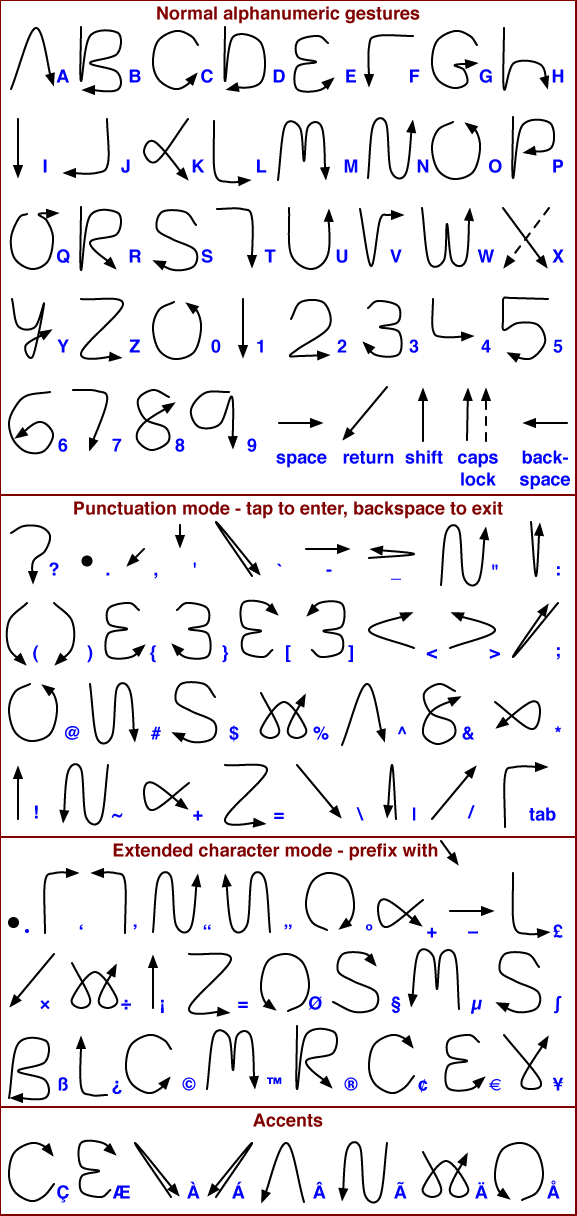
Graffiti-Eingabegesten für Palm OS

Graffiti ist eine Software zur Erkennung von handschriftlichen Zeicheneingaben, die vor allem bei PDAs mit dem Betriebssystem Palm OS zur Dateneingabe verwendet wird. Es gibt Implementierungen für weitere PDA-Betriebssysteme, die als alternative Eingabemethode installiert werden können.  Mit dieser sind Eingaben in japanischer Schrift möglich.
Für iPad und iPhone gibt es die App StrokeInput, die Graffiti Input für jeden Text über eine zusätzliche Tastatur ermöglicht.

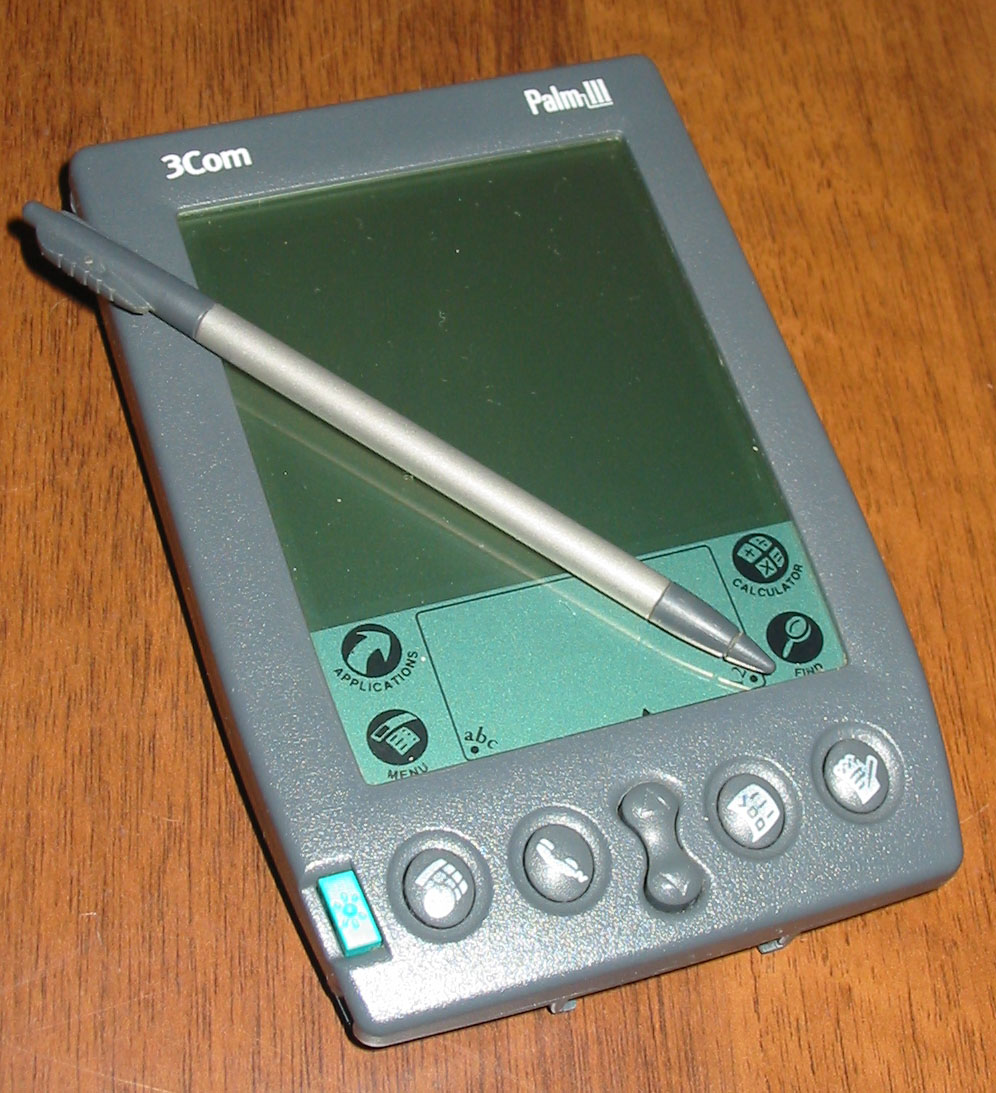
Eingabebereich im unteren Teil des Touchscreens

Graffiti erkennt eine vereinfachte Schrift, abgeleitet von Druckbuchstaben in Großschrift, die mit einem Eingabestift auf einem Touchscreen geschrieben wird. Schwierig zu erkennende Buchstaben, Ziffern und Sonderzeichen, wie z. B. „A“, „F“, „K“, „T“, „4“ und „%“, werden vereinfacht geschrieben. Bei Geräten mit Palm OS ist ein Bereich des Touchscreens fest für die Zeicheneingabe eingerichtet, von dem der rechte Teil für die Eingabe von Ziffern abgeteilt ist. Bei anderen Betriebssystemen wird der Eingabebereich eingeblendet.

## Geschichte
Nach der Gründung von Palm im Jahre 1992 wurde Graffiti für die erste, im Jahre 1996 erschienene Palm OS version entwickelt und zum Patent angemeldet.
Im Jahre 1997 verklagte Xerox den damaligen Besitzer von Palm, U.S. Robotics, der später von 3Com aufgekauft wurde, erfolgreich wegen der Verletzung ihres im Jahre 1995 angemeldeten Patens Unistrokes for computerized interpretation of handwriting. Palm wurde die weitere Nutzung von Graffiti untersagt, woraufhin Palm eine neue, lizenzierte Schrifterkennungs-Software unter dem Namen „Graffiti 2“ vermarktete. Diese kam erstmals in der Tungsten-Baureihe (Palm OS 5) zum Einsatz.
Im Jahre 2004 urteilte ein US-Gericht zugunsten von Palm, dass keine Patentrechtsverletzung vorliege und es kam zu einer Einigung beider Unternehmen.
Die japanische Firma Access, die die Rechte beim Kauf von PalmSource 2005 erwarb, brachte 2010 eine Variante für Android heraus.
Die letzten Patente liefen im Jahre 2016 aus.